# Quercus arbutifolia
Quercus arbutifolia là một loài thực vật có hoa trong họ Cử. Loài này được Hickel & A.Camus miêu tả khoa học đầu tiên năm 1923.